# Jaime Jiménez Muñoz
Jaime Jiménez Muñoz (* 1930) ist ein ehemaliger mexikanischer Botschafter, Divisionsgeneral und Mitglied des Generalstabes.

## Leben
Ab 1985 kommandierte Jaime Jiménez Muñoz die 29. Militärzone, die sich über die Bundesstaaten Veracruz und Oaxaca erstreckte.

## Veröffentlichungen
- Jóvenes mexicanos, la educacion profesional técnica es ya una opción real y amplia para los ….